# Lenart Kosiński
Lenart Kosiński herbu Rawicz (ur. w XV wieku, zm. 1545 na Podlasiu) – podstarości brański, dworzanin królewski.
W 1506 r. otrzymał od Aleksandra Jagiellończyka dobra Dubno, które następnie zamienił w 1512 r. z Iwanemem Sapiehą na miejscowości Lisowo i Narojki. Lisowo stało się odtąd siedzibą rodu. Oprócz tych miejscowości Kosiński posiadał także Czaje i Grodzisk. W 1511 r. został dworzaninem królewskim oraz otrzymał od króla Zygmunta młyn pod Drohiczynem. Ok. 1521 r. był jednym z nadzorców myta pobieranego za przejazd mostem w Tykocinie. W latach 1533–1539 był podstarościm brańskim (pełnił funkcję faktora królowej Bony w Brańsku). Zmarł w 1545 r. na Podlasiu. Miał sześciu synów Adama, Feliksa, Leonarda, Stanisława, Mikołaja i Pawła. Jego najstarszy syn Adam został w 1569 r. kasztelanem podlaskim.